# Michael Kostroff
Michael Kostroff (ur. 22 maja 1961 w Nowym Jorku) – amerykański aktor.

## Filmografia
| Role główne       | Role główne                | Role główne                  | Role główne |
| Rok               | Tytuł                      | Rola                         | Notatki     |
| ----------------- | -------------------------- | ---------------------------- | ----------- |
| 2006              | Podkomisarz Brenda Johnson | dr Aaron Sands               |             |
| Role drugoplanowe |                            |                              |             |
| Rok               | Tytuł                      | Rola                         | Notatki     |
| 2008              | Eagle Eye                  | jubiler                      |             |
| 1997              | Kłamca, kłamca             | adwokat w pokoju konferencji |             |
| Role gościnne     |                            |                              |             |
| Rok               | Tytuł                      | Rola                         | Notatki     |
| 2009–2011         | Słoneczna Sonny            | Marshall Pike                | 11 epizodów |
| 2008              | Bez śladu                  | dr Cappell                   | 2 epizody   |
| 2008              | Prawo ulicy                | Maurice 'Maury' Levy         | 1 epizod    |
| 2007              | W nagłym wypadku           | szef Harry’ego               |             |
| 2006              | Studio 60                  | David Langerfeld             | 2 epizody   |
| 2006              | Pani prezydent             | reporter Cy                  | 1 epizod    |
| 2006              | Czarodziejki               | pan Metcalf                  | 1 epizod    |
| 2005−2006         | Weronika Mars              | pan Pope                     | 3 epizody   |
| 2005−2006         | Orły z Bostonu             | dr David Cannon              | 2 epizody   |
| 2005              | Ostry dyżur                | dyrektor teatru              | 1 epizod    |
| 2002              | Zwariowany świat Malcolma  | Toadie                       |             |
| 2001–2003         | Diabli nadali              | pan Thompson                 | 3 epizody   |
| 2001              | Felicity                   | Bill                         | 1 epizod    |
| 2001              | Powrót do Providence       | projektant kwiatowy          | 1 epizod    |
| 1999–2006         | Prezydencki poker          | Richard Squire               |             |
| 1999              | Port Charles               | Johnny LaLa                  |             |
| 1995              | Szpital miejski            | Francis                      |             |